# ان‌جی‌سی ۵۳۰۸
ان‌جی‌سی ۵۳۰۸ (انگلیسی: NGC 5308) نام یک کهکشان در صورت فلکی خرس بزرگ است.